# Beredskapsveckan
Beredskapsveckan är en svensk temavecka och kommunikationsinsats vecka 39 varje år. Veckan leds av Myndigheten för samhällsskydd och beredskap och genomförs av många aktörer samtidigt i syfte att stärka motståndskraften hos invånarna. Den startade 2017 och har skett årligen sedan dess. 